# Montreux-Vieux
Montreux-Vieux település Franciaországban, Haut-Rhin megyében. Lakosainak száma 924 fő (2022. január 1.). Montreux-Vieux Chavannes-sur-l’Étang, Valdieu-Lutran, Magny, Cunelières, Foussemagne, Montreux-Château és Montreux-Jeune községekkel határos.

## Népesség
A település népességének változása:
| Lakosok száma | 885  | 885  | 905  | 899  | 903  | 908  | 911  | 914  | 924  |
|               | 2013 | 2015 | 2016 | 2017 | 2018 | 2019 | 2020 | 2021 | 2022 |